# Жу (долина)
Доли́на Жу (фр. vallée de Joux) — долина в горах Юра в кантоне Во в Швейцарии.

## География
Долина расположена на западе Швейцарии, во франкоязычном кантоне Во и ограничена с одной стороны горным хребтом Ризу и горой Мон-Тандр. В долине находятся три озера — Жу, Шени и Тер. Долина тянется с запада на восток и находится на высоте более 1000 метров над уровнем моря, перекрываясь с востока холмами Молландрюз и Петра-Феликс, а с запада — холмом Маршерюз.

## Население
Население долины составляло 4783 чел. в 1850, 6307 чел. в  1900, 6766 чел. в  1950, 7708 чел. в  1970 и 6396 чел. в  2000 году. Территория долины делится между тремя общинами: Л’Аббеи, Ле-Шени и Ле-Льё, последняя из которых граничит с Францией.  В религиозном плане долина делится на четыре прихода: Л’Аббеи, Ле-Льё, Ле-Сантье и Ле-Брассюс. Именно они стали родиной франкошвейцарского дарбизма в XIX веке.

## История
Ещё в Средние века земли долины начали обрабатываться монахами из аббатства озера Жу, однако позднее на них стали претендовать монахи из аббатства Сен-Клод — земельный спор был разрешён в 1209 году, когда было проведено межевание, определившее границу с Бургундией. В 1307 году аббатство Сен-Клод уступило свои земли аббатству Бонмон, а оно в свою очередь в 1494 году — графам Грюйера и со временем они также стали частью Швейцарии. В 1304 году земли долины, находившиеся до этого в собственности сеньоров Ла-Сарраза были проданы ими Людовику II Савойскому, барону Во, который присоединил их к своим владениям в Ле-Кле. С 1536 по 1565 год долина была частью бальяжа Ивердон, а с 1566 по 1798 года — бальяжа Роменмотье. Вместе с тем, из-за своей удалённости и труднодоступности вплоть до XVIII века жители долины вели практически автономное существование.
Первоначально в административном плане территория долины составляла единую общину Ле-Льё, из которой в 1571 году была выделена община Л’Аббеи, а в 1646 — Ле-Шени. Во время Французской революции три коммуны были с одной стороны объединены в единый дистрикт, а с другой — составлявшие их многочисленные деревни и хутора получили широкую автономию.

## Хозяйство
Земли долины бедны, а потому плохо подходят для растениеводства, издревне здесь выращивали лишь такие неприхотливые культуры, как рожь, ячмень, овёс. Напротив, горные луга способствуют животноводству и как следствие — пищевому производству, особенно сыроделию: долина — родина сорта сыра Мон-д’Ор. Долина Жу богата лесом, поэтому население долины издревне занималась заготовкой древесины и производством изделий из неё — особенно в XVII и XVIII веках. Индустриализация началась с XV века — сперва здесь зародились металлургия и металлообработка, развитию которых способствовало богатство долины водными ресурсами. Позднее, с XVIII века, началось производство музыкальных шкатулок, ювелирных изделий и компонентов для производства часов. Долина стала одним из центров швейцарского часового производства, сформировались династии часовщиков, имена некоторых из них со временем стали всемирно известными часовыми марками — Audemars, Breguet, Le Coultre, Meylan, Piguet. В начале XXI века долина стала одним из центров швейцарской микротехнологии и микромеханики. В долине расположены несколько знаменитых швейцарских технических учебных заведений, среди которых основанная в 1894 году Техническая школа долины Жу (фр. École technique de la vallée de Joux) в Ле-Сантье. Также долина известна как туристический и горнолыжный центр,

## Транспорт
На протяжении веков долина была в значительной степени отрезана от окружающего мира из-за своей удалённости и сложной географии. Ситуация изменилась в конце XIX века, когда была проложена первая железная дорога — в 1886 году от Валлорба до Пона, в 1899 году продлённая до Брассюса. Позднее были проложены также автомобильные дороги.